# Jaguar XJ (XJ40)
Jaguar XJ (XJ40) este un sedan de lux de dimensiuni mari, produs de Jaguar Cars între 1986 și 1994. A fost dezvăluit oficial la 8 octombrie 1986 ca a doua generație complet nouă a XJ-ului pentru a înlocui Seria III, deși cele două game de modele au fost vândute concomitent până când Seria III a fost întreruptă în 1992. XJ40 a folosit aranjamentul Jaguar independent de suspensie spate și a prezentat o serie de îmbunătățiri tehnologice (cum ar fi grupul de instrumente electronic ).  Modelul XJ6 din 1993 a câștigat titlul de „Cea mai sigură mașină din Marea Britanie” ca rezultat al unui sondaj guvernamental.  Mașina originală din 1986 a făcut loc modelului X300 puternic revizuit în 1994, urmat de versiunea X308 în 1997. XJ40 și derivatele sale ulterioare este până în prezent a doua cea mai lungă platformă Jaguar XJ, cu o producție totală de 17 ani.
De-a lungul anilor 1970, Jaguar a dezvoltat „Proiectul XJ40”, care era un model complet nou destinat să înlocuiască XJ6 original. Modelele la scară au fost construite încă din 1972. Din cauza crizei petrolului din 1973 și a problemelor de la compania-mamă British Leyland, mașina a fost întârziată continuu. Au fost primite propuneri atât de la designerii interni ai Jaguar, cât și de la Pininfarina. În cele din urmă, s-a decis că un design intern va fi realizat până la producție și, în februarie 1981, consiliul britanic Leyland a aprobat 80 de lire sterline. milioane pentru a produce mașina nouă. Lansarea a fost programată inițial pentru 1984, dar în urma divizării Jaguar de la BL și a privatizării în același an, CEO-ul companiei, Sir John Egan, a profitat de renașterea vânzărilor Seria III XJ6 existentă (în special pe piața profitabilă din America de Nord) pentru a amânați lansarea lui XJ40 cu încă doi ani pentru a permite mai mult timp de dezvoltare.
XJ40 era la acea vreme cel mai larg testat vehicul pe care compania l-a dezvoltat vreodată. Proiectele pentru XJ40 au adus îmbunătățiri semnificative la modul în care au fost proiectate, construite și asamblate mașinile Jaguar. Printre aceste îmbunătățiri s-a numărat și o reducere cu 25% a numărului de panouri de caroserie necesare pe mașină (de exemplu, trei presari necesare pentru o ușă din Seria 3 în comparație cu una pentru o ușă XJ40), rezultând nu numai un proces de asamblare mai eficient, ci și o greutate. economisire și o structură mai rigidă.
În ciuda acestui fapt, XJ40-urile de producție timpurie încă sufereau de fiabilitate (în special cu sistemele sale electrice) și probleme de calitate a construcției, care i-au deteriorat reputația și au continuat în continuare reputația slabă a Jaguar pentru calitate, în ciuda testelor ample ale mașinii și a eforturilor de inginerie de a îmbunătăți calitatea. Timpul prelungit de dezvoltare a însemnat că mașina a dat o dată mult mai rapidă decât rivalii săi și a fost rapid înlocuită din punct de vedere tehnologic de E32 BMW Seria 7 (1986), Lexus LS400 (1989) și W140 Mercedes-Benz S-Class (1991). În urma preluării de către Ford în 1990, XJ40 a fost înlocuit cu X300, care, deși bazat pe platforma XJ40, a fost revizuit puternic în aproape toate domeniile.

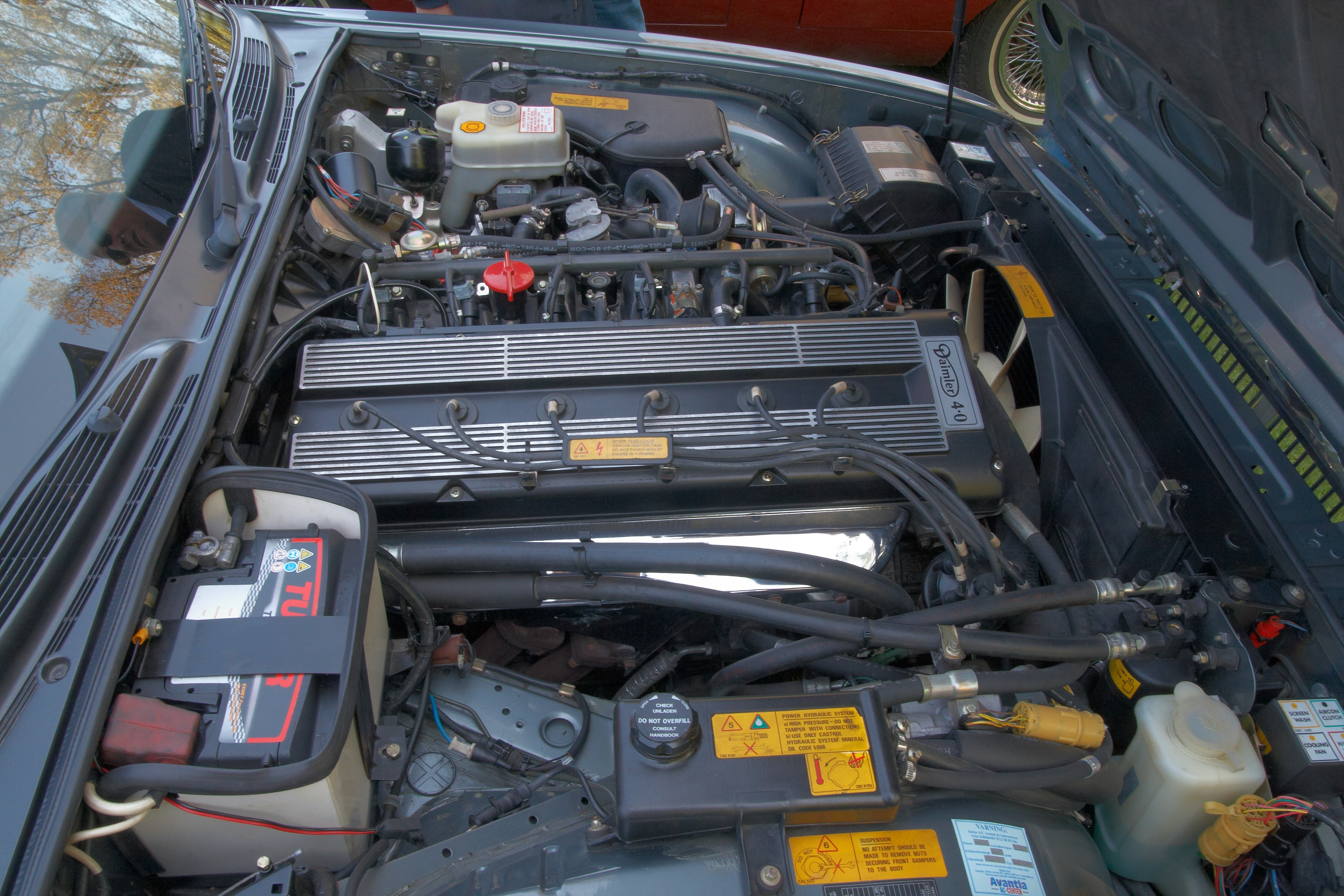
Motorul AJ6 4.0 L (la un Daimler din 1990)

În timpul dezvoltării lui XJ40, British Leyland a luat în considerare furnizarea motorului Rover V8 pentru mașină, ceea ce ar fi eliminat necesitatea producției viitoare de motoare Jaguar. Caroseria XJ40 ar fi fost proiectată pentru a preveni montarea motoarelor cu configurație în V - în special Rover V8 - pe care conducerea britanică a Leyland și-a dorit; acest lucru a întârziat introducerea XJ12 cu motor V12 până în 1993, deoarece structura frontală a XJ40 a trebuit să fie reproiectată pe scară largă.   În consecință, seria III XJ anterioară a fost menținută în producție în formă V12 pentru a răspunde acestei nevoi ale pieței până în 1992.
Cutia de viteze automată folosită la mașinile cu șase cilindri de 2,9 L, 3,2 L și 3,6 L a fost ZF 4HP22 cu patru trepte. Pe 4.0 L, a fost folosit ZF 4HP24 cu patru viteze. Pentru mașinile echipate cu V12 era necesară o cutie de viteze automată mai puternică și a fost selectat GM 4L80-E cu patru trepte. Cutia de viteze manuală montată pe primele mașini a fost Getrag 265 cu cinci trepte, în timp ce mașinile ulterioare au primit Getrag 290.
Selectorul transmisiei automate a fost reproiectat pentru a permite selectarea manuală a treptelor înainte fără a selecta accidental neutru sau marșarier. Această nouă caracteristică a fost denumită „J-Gate” și a rămas un element de bază al tuturor modelelor Jaguar până la Jaguar XF 2008, când tehnologia de schimbare prin cablu a făcut-o redundantă - toate modelele Jaguar ulterioare folosesc acum un buton rotativ pentru selectarea modului de transmisie.
Liniile curbe ale seriei XJ de ieșire au fost înlocuite cu forma mai unghiulară, geometrică a XJ40.
Pentru prima execuție de producție, toate farurile montate erau un set de două lămpi rotunde în interiorul unei carcase cromate cu rame vopsite sau un set de faruri dreptunghiulare compozite care se potrivesc cu pulverizatoare cu spălare electrică. Nivelul de echipare inferior avea rame vopsite fără crom. Acestea din urmă au fost montate la nivelurile superioare de echipare: Sovereign și Daimler . Reglementările de siguranță din SUA au permis farurile din compozit care se potrivesc în 1983, începând cu anul model 1984. Cu toate acestea, timpul îndelungat pentru omologarea americană nu i-a oferit lui Jaguar posibilitatea de a trece, în ultimul moment, la popularele faruri dreptunghiulare din compozit la timp pentru lansarea în SUA. În timpul reîmprospătării anului model 1990, modelul XJ40 specificat în SUA a primit farurile dreptunghiulare compozite pentru toate nivelurile de echipare. Farurile europene au un singur reflector pentru faza scurtă și lungă în spatele lentilei de sticlă mai plate. Farurile din SUA au două reflectoare separate pentru faza scurtă și faza lungă în spatele lentilei din plastic ușor bulboase.
Bara de protecție este o bară acoperită cu cauciuc negru, distinctă din punct de vedere vizual, care se întinde pe toată lățimea mașinii și încorporează luminile laterale și luminile indicatoare. Capota este articulată în față. Tocurile ferestrelor sunt cromate sau negre, în funcție de model. Jgheaburile de ploaie, oglinzile exterioare și mânerele ușilor sunt, de asemenea, finisate în crom. Toate modelele XJ40 au un înveliș cromat pentru parbriz și un singur ștergător cu măturare largă.
Mașinile timpurii cu specificații reduse erau echipate cu roți de oțel de dimensiuni metrice și capace de roți din plastic. Din 1991, roțile au fost schimbate la dimensiunea imperială.

## Interior

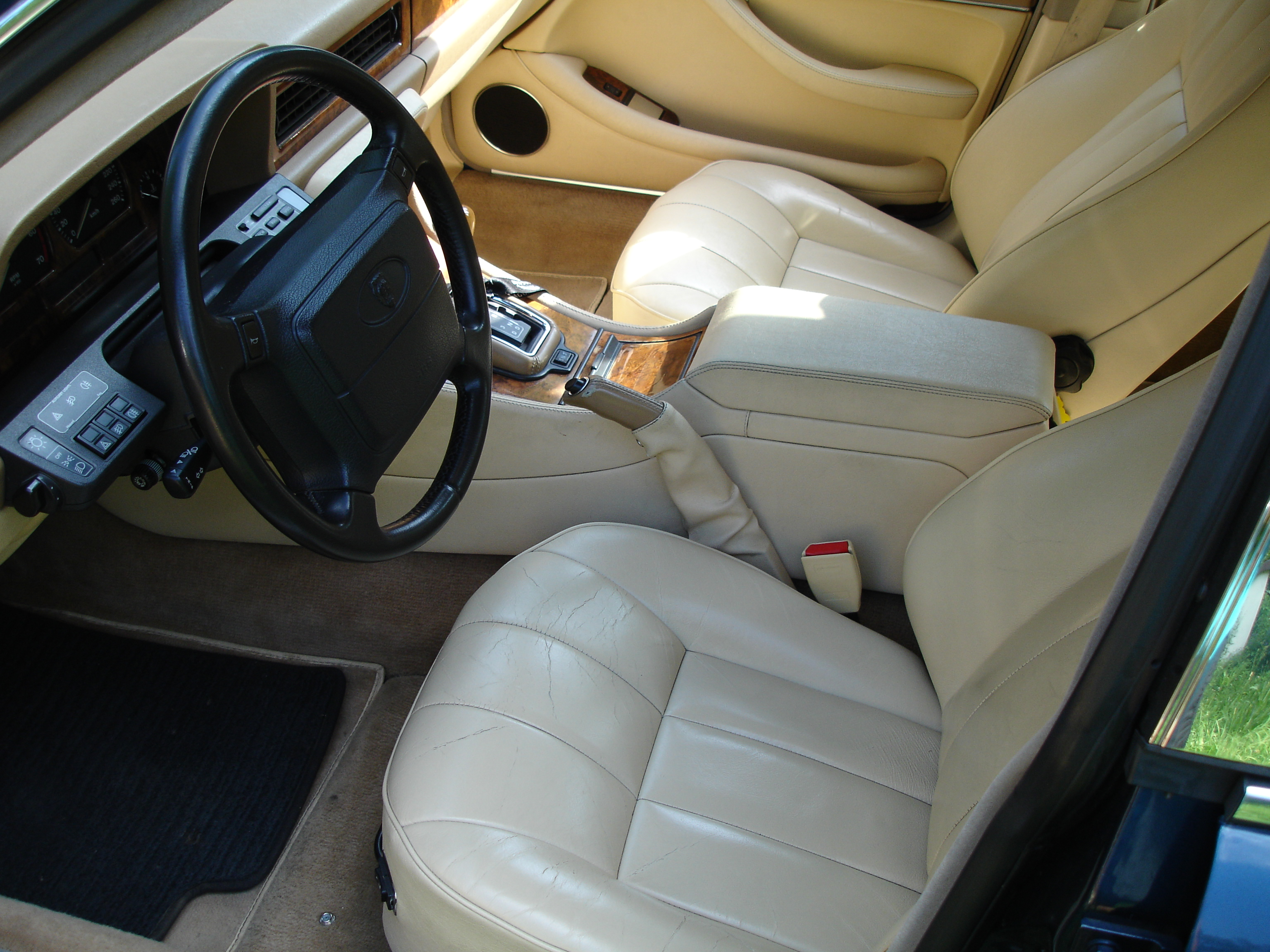
Interior

Interiorul lui XJ40 a fost decorat fie cu nuc, fie cu lemn de trandafir, fie cu tapițerie din pânză, fie din piele (în funcție de model. )
Până în 1990, mașinile erau echipate cu un suport de instrumente care folosea cititori digitale pentru instrumentele auxiliare. Instrumentele au inclus un afișaj fluorescent cu vid numit „Vehicle Condition Monitor” (VCM), care conținea un ecran cu matrice de puncte 32x32 capabil de 34 de funcții. VCM a fost capabil să avertizeze șoferul cu privire la defecțiunea becului, uzura plăcuțelor de frână, ușile/portalul deblocat și nivelul scăzut al lichidului de răcire. Cu toate acestea, locașul era notoriu de nesigur și din 1990 încolo, chibul a fost reproiectat pentru a utiliza instrumente analogice.
Mașinile timpurii foloseau un volan cu două spițe, care a fost schimbat ulterior cu o roată echipată cu airbag cu patru spițe. Torpedoul a fost scos la mașinile ulterioare din cauza spațiului ocupat când a fost introdus airbag-ul lateral pasager. Some XJ40s bound for the United States were fitted with centuri de siguranță automate . 

## Modele

### XJ6 1986-1994
Baza XJ6 a gamei de modele a fost echipată modest; Opțiunile cu costuri suplimentare au inclus jante din aliaj, frâne antiblocare, aer condiționat, tapițerie din piele și o transmisie automată. Exteriorul avea două perechi de faruri circulare și rame de ferestre acoperite cu pulbere neagră.

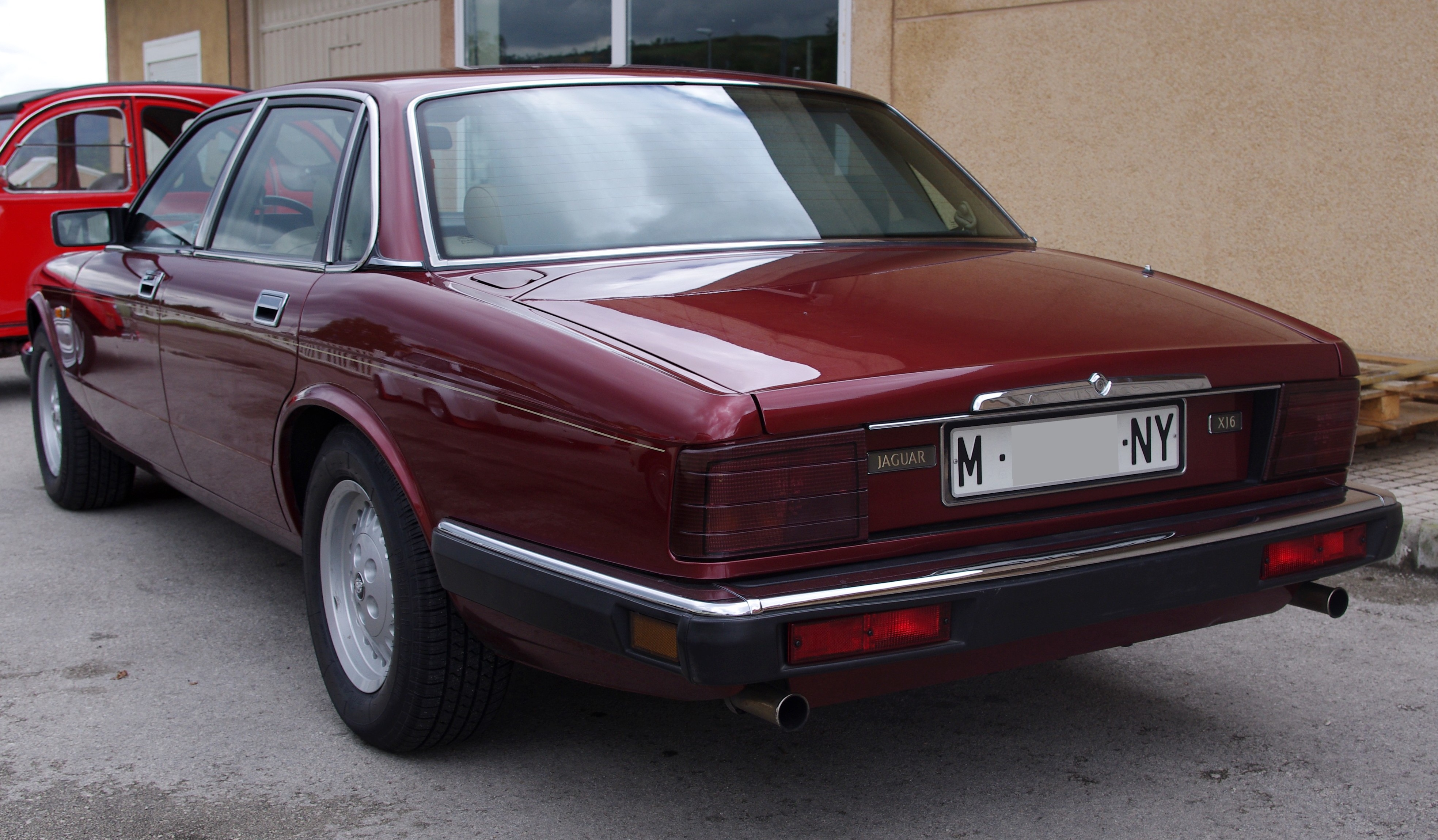
Jaguar XJ6

### Suveran 1986-1994
Modelul Sovereign a venit echipat cu mult mai multe caracteristici decât XJ6 de bază. Au fost incluse aer condiționat, spălători de faruri, un sistem audio cu șase difuzoare, suspensie spate cu autonivelare (SLS), sistem de frânare antiblocare și ornamente din lemn de nuc încrustat (înainte de MY1991). Farurile montate erau unități dreptunghiulare simple. Tocurile ferestrelor au fost realizate din oțel inoxidabil.

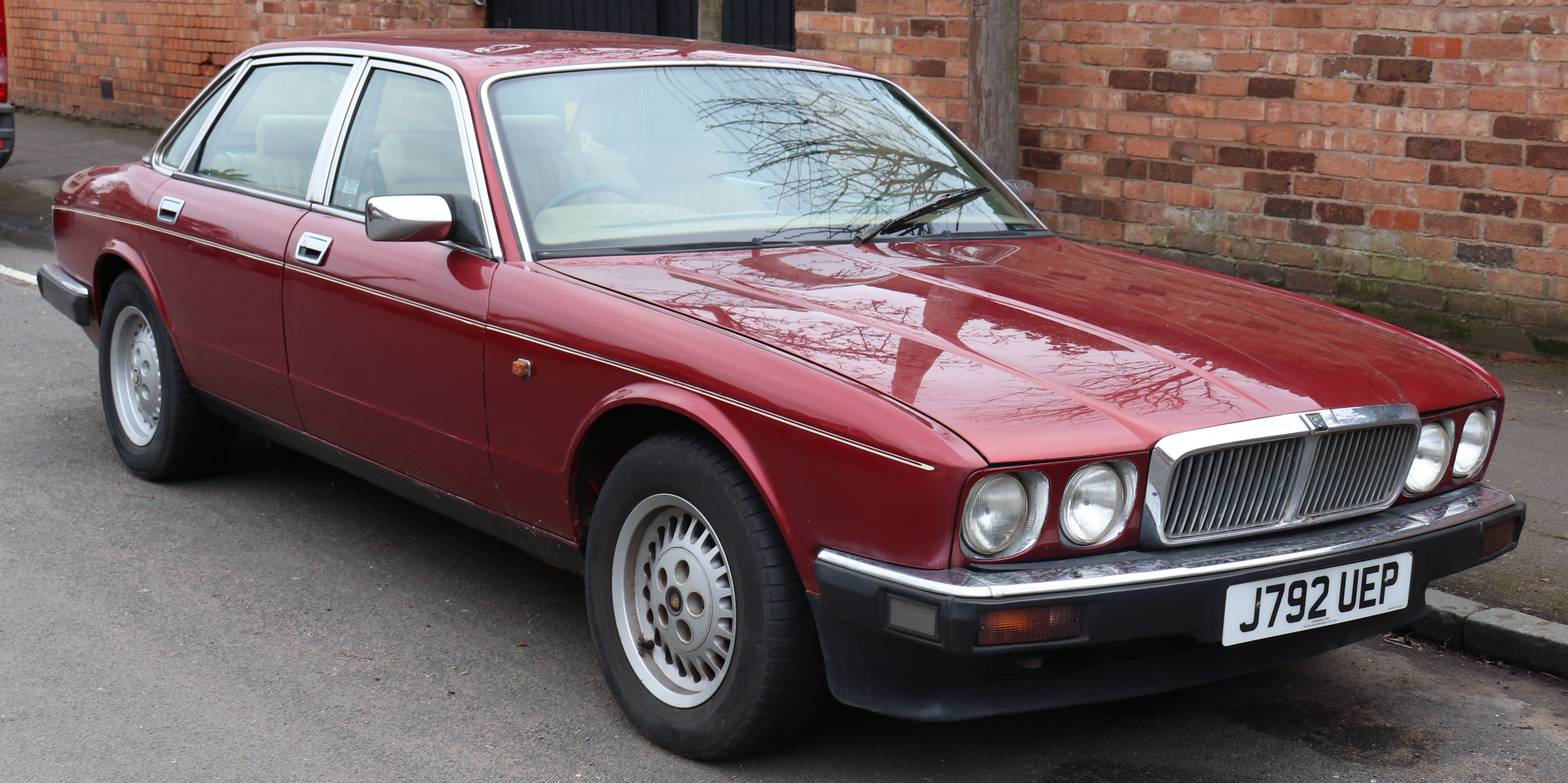
1992 Jaguar Sovereign cu faruri rotunde duble
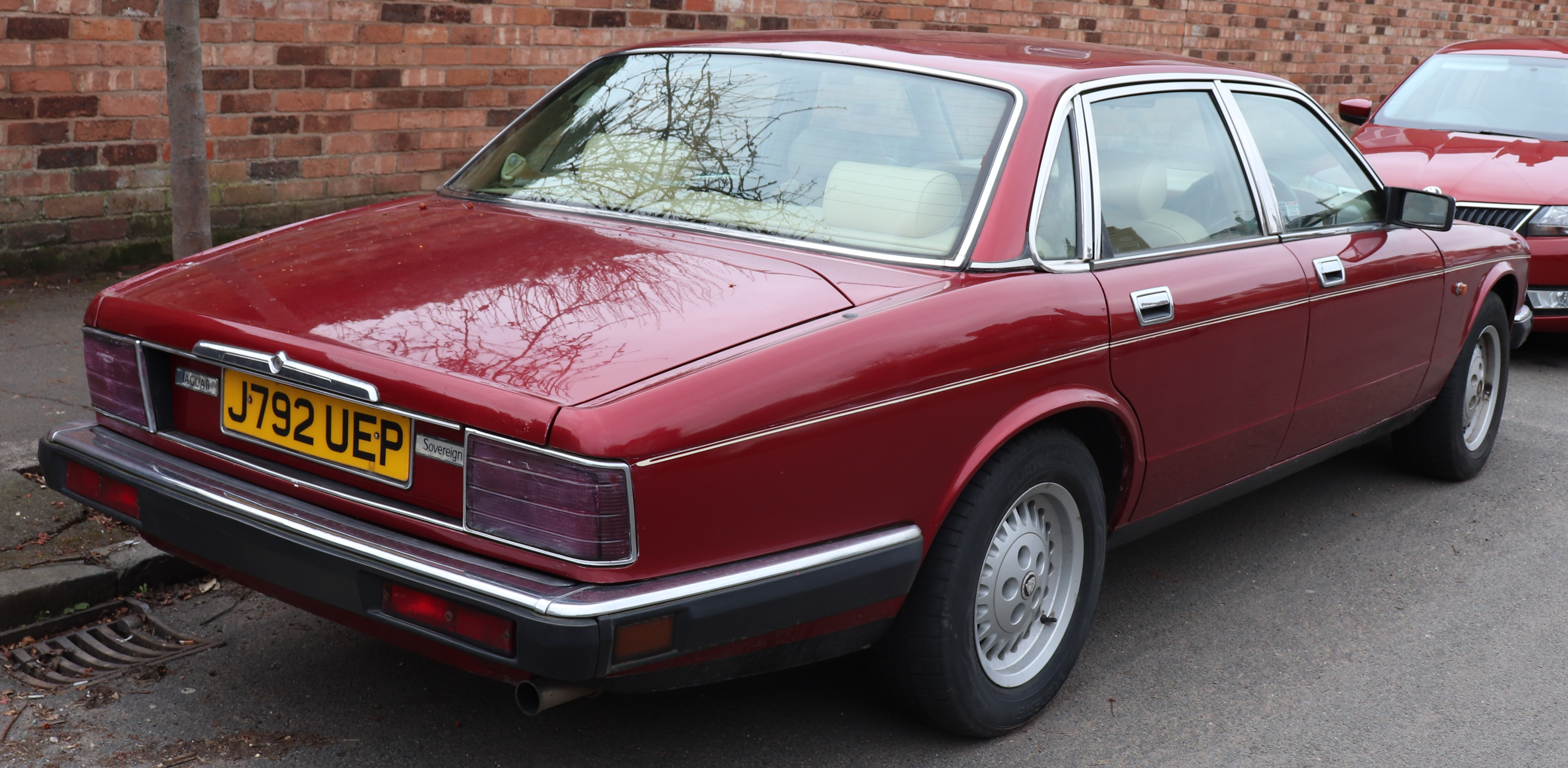
1992 Jaguar Sovereign
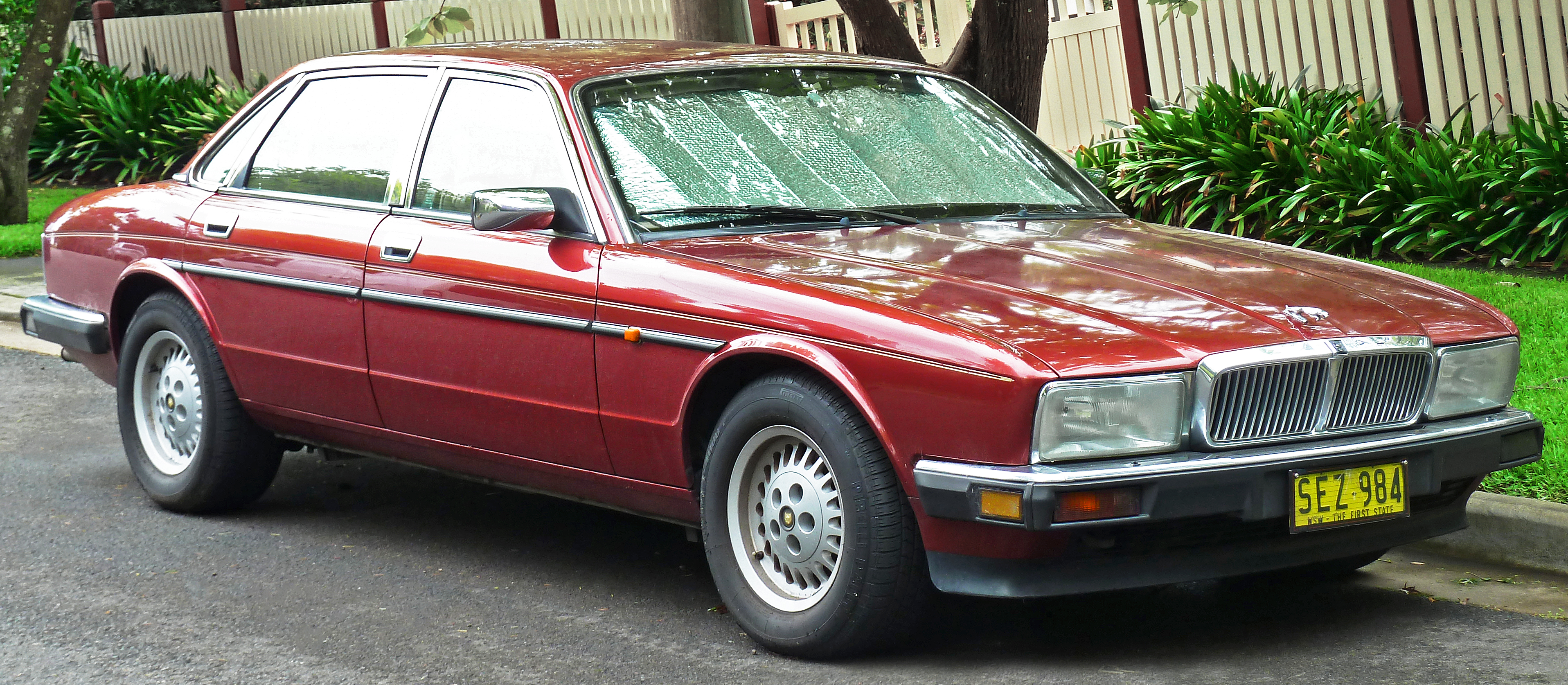
1991–94 Jaguar Sovereign cu faruri dreptunghiulare simple

### Sport 1993-1994
Spre sfârșitul modelului XJ40 3.2S și 4.0S, în 1993-1994, Jaguar a introdus modelul Sport. Era disponibil doar cu motorul cu șase cilindri și avea ornamente interioare din lemn de trandafir (spre deosebire de ornamentele din nuc ale altor modele. ) Atât oglinzile exterioare, cât și paletele grătarului radiatorului au fost corelate cu caroseria, care a fost decorată cu linii duble. Au fost montate anvelope cu profil mai lat, montate pe jante din aliaj cu cinci spițe.

### Majestic 1989-1992 (SWB) și 1993-1994 (LWB)

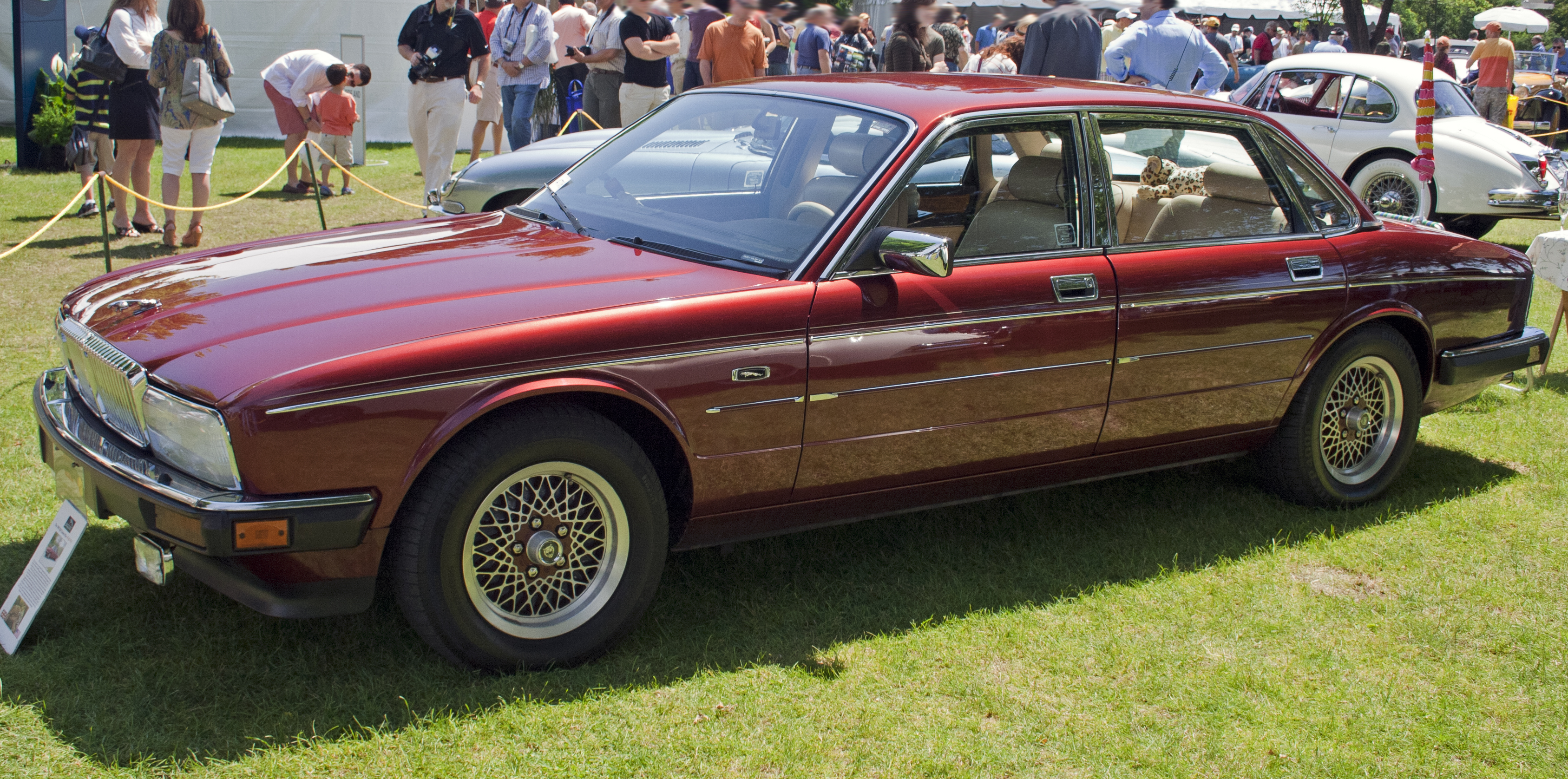
1990 Vanden Plas Majestic de pe piața din SUA

Un model rar cu ampatament lung numit „Majestic” a fost produs în 1993 și 1994.  Aceste vehicule și-au început viața ca o caroserie SWB, care a fost apoi luată de pe linia de producție standard și întinsă de Project Aerospace din Coventry, înainte de a fi returnate la uzina Castle Bromwich pentru vopsea, înainte de a fi în cele din urmă asamblate pe linia de producție de la Browns Lane sub conducerea lui. Operațiuni speciale pentru vehicule Jaguar.  Acest lucru a însemnat că Majestic a avut un preț semnificativ mai mare decât modelele standard. A fost oferit tuturor piețelor, cu excepția SUA și Canada. Această mașină nu trebuie confundată niciodată cu mașinile care au fost întinse în limuzine printr-o companie after market.
A existat, de asemenea, o versiune cu ampatament scurt (SWB) pe ampatamentul obișnuit pentru piața din SUA doar din 1989-1992, numită „Vanden Plas Majestic”, dar insignată drept „Majestic”. Aceste mașini au fost în mare parte finisate în Regency Red (cu aliaje roșii „Lattice”), în afară de mașinile din 1992 care au fost finisate în Black Cherry (cu aliaje Oyster „Roulette”). Un SWB USA Majestic poate fi identificat prin „M” ca a patra literă a VIN-ului său, iar restul LWB Majestic-ul lumii au un „M” ca a șaptea cifră a VIN. 

### Aur 1994
Modelul Gold a fost introdus în 1994 cu un set limitat de caracteristici și opțiuni și la un preț modest. Era disponibil în mai puține culori exterioare decât alte modele și a fost identificat printr-o insignă placată cu aur pe portbagajul și o insignă aur Groler în partea de sus a grilei radiatorului. Mașinile aurii au fost echipate cu roți în stil „Kiwi” și vopsite cu linii duble.

### Însemne
În 1992, când Jaguar a închis magazinul DS420 Limo, toți meșterii au rămas inactiv. Jaguar a conceput „Insignia”: un serviciu la comandă pentru XJ40/XJ81 (vezi mai jos) și XJS, în care potențialii proprietari puteau specifica vopsea, ornamente, lemn și roți speciale la un cost suplimentar în orice combinație dată. Au fost produse 318 insigne XJ40, cele mai multe dintre ele pot fi identificate prin insignele alungite auriu pe negru „Insignia” de pe aripile din față și prin interioarele lor peste standard. Toate ornamentele interioare au fost realizate din piele (colorarea în două tonuri fiind o opțiune), spre deosebire de combinațiile piele-vinil folosite la mașinile cu specificații obișnuite. Pentru Insignia au fost introduse culori speciale de vopsea: mahon, albastru ametist, verde mineral, perlă Primrose, albastru cristal, portocaliu Saturn, mentă, gresie, perlă albă și lavandă. Un număr de însemne au fost introduse în flota demo-Jaguar pentru a face runda dealerilor pentru a afișa toate opțiunile disponibile în linia Insignia.

### XJR

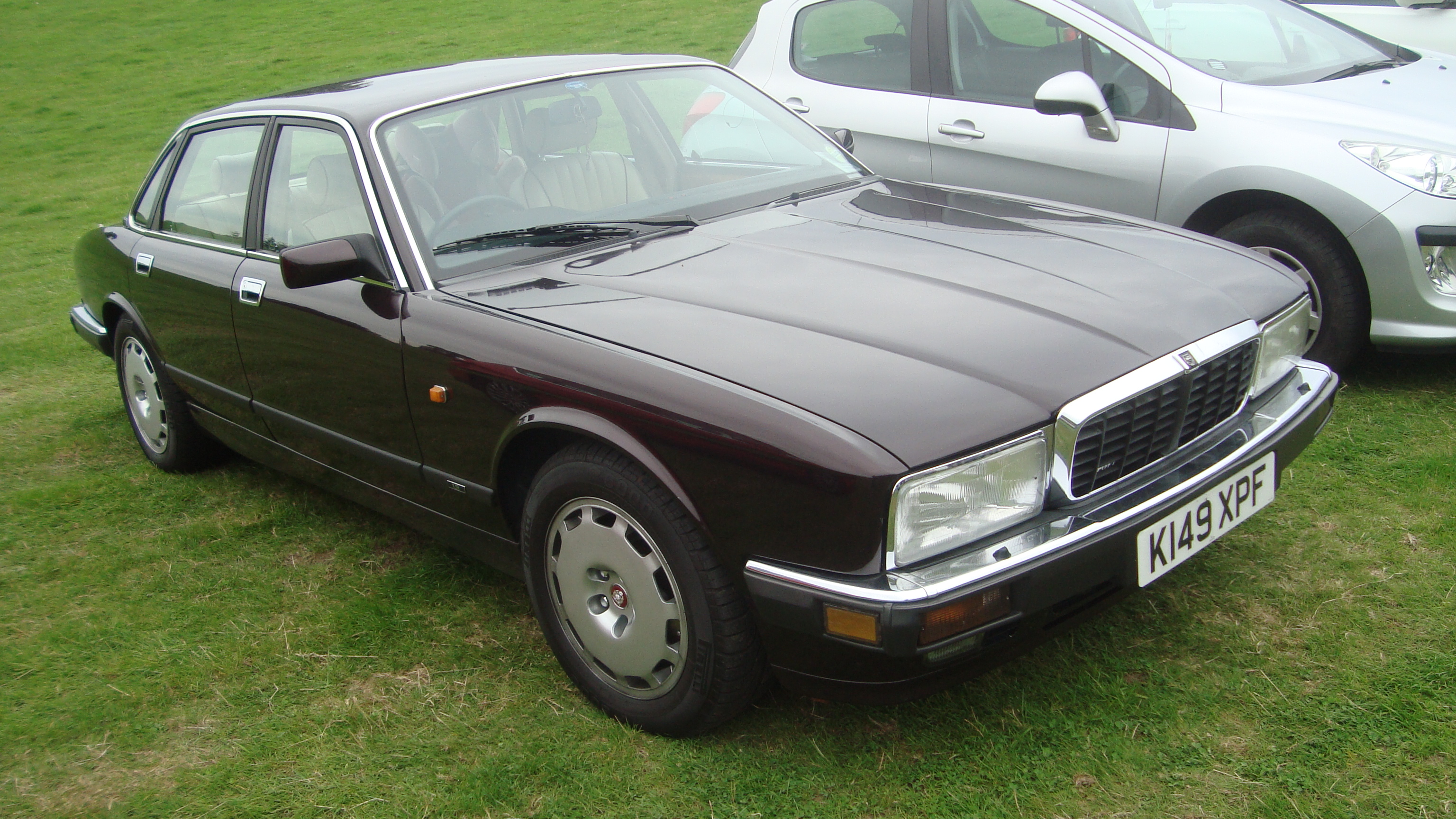
1993 Jaguar XJR

XJR, introdus în 1988, a fost un model de înaltă performanță care a fost terminat de compania JaguarSport din Oxfordshire, o asociere dublă a Jaguar și a echipei de curse TWR, la fabrica TWR din Kidlington, alături de XJ220. Bazat pe un model Sovereign, a fost echipat cu suspensie îmbunătățită cu amortizoare Bilstein unice, o supapă de servodirecție revizuită pentru a crește greutatea direcției cu 40% și vopsea exterioară specială și note de stil exterior. Exemplele timpurii au fost echipate cu un 3.6 Motorul L AJ6 în ton standard, dar modelele ulterioare au avut o versiune reglată TWR a lui 4.0 AJ6, cu galerii de admisie noi, came îmbunătățite și un ECU ajustat. Unele exemple sunt, de asemenea, echipate cu un sistem de evacuare JaguarSport cu diametru mai mare.
XJR s-a diferențiat din punct de vedere estetic de alte modele XJ40 prin trusa de caroserie în culoarea caroseriei, constând din noi șocuri față și spate și praguri laterale, toate din fibră de sticlă, un grătar negru cu insigna JaguarSport și jante unice din aliaj Speedline cu anvelope mai largi. Modelele ulterioare aveau conducte montate pe robinetul frontal pentru a alimenta aer rece direct la discurile de frână. Interiorul avea un volan MOMO din piele, sigle JaguarSport pe cadranul cadranului, buton de schimbare din piele și tetiere pentru scaune gravate cu logo-ul JaguarSport.
Modelul XJR a fost introdus în 1988 și a încetat producția în 1994. În 1991, aspectul lui XJR s-a schimbat când a trecut la farurile pătrate ale modelului Sovereign și a fost echipat cu un design diferit de bodykit. Au fost produse doar câteva sute din fiecare variantă, ceea ce face ca mașinile să fie rare astăzi.

### XJ12 și Daimler Double Six (XJ81)
Având în vedere codul de model XJ81, modelele XJ12 bazate pe XJ40 și Daimler Double Six au fost prezentate la Salonul Auto de la Amsterdam în februarie 1993 și au fost propulsate de o versiune de 6,0 litri a motorului V12 al Jaguar.  Acesta a fost cuplat la o cutie de viteze automată GM 4L80E cu 4 trepte. Ar putea fi identificat prin insigna XJ12 sau Double Six pe spate și emblema V12 pe torpedo. XJ12 a folosit cele două perechi de faruri duble, palete negre ale grilei radiatorului și o insignă aurie „growler” pe partea superioară a grilei radiatorului, în timp ce Daimler a primit farurile dreptunghiulare. Mașinile timpurii foloseau rame de ferestre din oțel inoxidabil, la mașinile ulterioare acestea au fost schimbate în negru.

### Daimler / Vanden Plas
Mașinile marca Daimler reprezentau cel mai înalt nivel de echipare și au fost vândute ca modelul lor Vanden Plas de dealerii Jaguar din Statele Unite. La fel ca Sovereign, a fost echipat cu faruri dreptunghiulare unice. Din punct de vedere estetic, s-a diferențiat de alte modele prin împrejmuirea grilei radiatorului canelat, soclul capacului portbagajului și finisajele detaliate. Un interior Daimler are mese de picnic pliabile pentru pasagerii din spate și un scaun din spate pentru 2 pasageri în comparație cu elementul „plat” pentru 3 pasageri de pe Jaguars.